# Paola Casoli
Paola Càsoli (Genova, 1946) è una poetessa italiana.

## Biografia e opere
Paola Càsoli nasce a Genova da madre piacentina e padre parmigiano. Dopo i primi anni di vita segnati dai numerosi spostamenti dovuti al lavoro del padre, con la famiglia si stabilisce definitivamente a Parma dove si iscriverà alla facoltà di Magistero, laureandosi con la filologa Franca Brambilla Ageno nel 1972.
La prima raccolta di Poesie è del 1982. Intitolata "Assenza", viene pubblicata dall'editrice La Pilotta. Nel 1989 esce la seconda raccolta dal titolo "Regina Pacis", stampata dallo storico editore parmigiano Luigi Battei per la collana Crisopoli. Seguono poi due pubblicazioni collettive: nel 1991 l'antologia "L'inquieta speranza - antologia poetica parmigiana” edita sempre da Battei con testi tra gli altri di Gian Carlo Artoni e Pier Luigi Bacchini, seguito, nel 1994, dal volume "Poeti", nato dalla collaborazione della stessa Càsoli con il pittore Carlo Mattioli.  Del 1997 è il dittico "Chiarori", insieme ad Antonia Gaita, con prefazione di Alberto Bevilacqua e sostenuto dalla Fondazione Cassa di Risparmio di Parma.
Nel 2006 la Càsoli torna alla raccolta personale e pubblica "Cristalli" con Tipografie Riunite Donati, antica casa di stampa fondata nel 1827. Del 2009 è il sodalizio con Manni Editori di Lecce, per cui l'autrice pubblicherà "Vento" nel 2009, raccolta di versi inediti dagli anni '70 ai metà duemila, seguito nel 2015 da "Figura". Si dovrà attendere il 2019 per "Sequenze", ottava raccolta dell'autrice, edito ancora da Donati che le garantirà piena libertà di veste grafica.
Nel 2024 esce "A Tre Voci - Conversazioni Poetiche", silloge di inediti con Antonia Gaita e Paola Reale, in omaggio ad Isa Guastalla, vedova Mario Colombi Guidotti e figura di riferimento del panorama culturale della città ducale, nonché originaria prefatrice del volume stesso. A seguito della scomparsa della Guastalla il 14 maggio 2023, la prefazione e la curatela dell'opera vengono affidate al saggista Paolo Briganti, già docente responsabile di letteratura italiana contemporanea dell'Università di Parma. La partecipata presentazione del libro si tiene il 14 maggio 2024 nelle sale del Circolo di Lettura e Conversazione di Palazzo di Riserva, con la partecipazione del Comune di Parma patrocinatore dell'opera.

### Assenza (1982)
()
Uscito come quarto libro della collana “Poesia” dell'editrice La Pilotta, "Assenza" seguiva nell'ordine Il sale del canto di Carlo Betocchi (1980), Distanze, fioriture di Pier Luigi Bacchini (1981) e Diario americano. Non-diario di Simonetta Gorreri (1982) . Con prefazione del critico Giuseppe Marchetti, il libro conteneva quattro pagine patinate centrali raffiguranti altrettante riproduzioni b/n di quadri della pittrice reggiana Marina Burani.

### Regina Pacis (1989)
()
La parola si apre a nuovi orizzonti, si fa speranza. Dal mondo greco attraverso l'impegno nel quotidiano, salvando la veridicità del sogno, nasce una nuova consapevolezza che si apre al futuro. “I testi poetici di questa raccolta, emergendo dal vivo di un'autobiografia, accostano l'arte con il mondo, la natura, la vita, l'anima: fondono queste realtà in un unico fluire drammatico e affascinante, con la convinzione che la poesia possa illuminare il gorgo del nostro inconsapevole divenire. Dalle morte sabbie del tempo, la Càsoli vede affiorare una terra più dolce per un'attiva presenza umana...” (Gino Marchi). Diversi gli echi letterari (Omero con Ulisse, il Tasso con il personaggio di Erminia espressamente richiamato dalla Càsoli) e i riferimenti biblici.

### Poeti (1994)
()
Prima di due raccolte a cura della Fondazione Cassa di Risparmio di Parma e Piacenza, il volume fortemente voluto dall'autrice nasce in collaborazione con il pittore Carlo Mattioli e vede la partecipazione fra gli altri autori di Pier Luigi Bacchini e la prefazione di Isa Guastalla. "L'attesa di un segno si traduce in una serie di sensazioni che l'uso frequente del tempo infinito rende più fluide e più segrete: languire, sentire, pulsare, riempire, assorbire, […] fino all'esperienza assoluta di abbeverare fibre/d'esistenza, in una perfetta sintesi di emozioni dell'anima e sensazioni corporee. È la felicità del vivere che emerge dal buio della coscienza, di cui il nudo rosso di Carlo Mattioli sintetizza la complessità". (Isa Guastalla) 

### Chiarori (1997)
()
Secondo volume del dittico a cura della Fondazione Cassa di Risparmio di Parma e Piacenza. La prefazione è ad opera di Alberto Bevilacqua che scrive: «[...]È l'epigrafe a dominare. La poesia si scalfisce come una ferita incisa, sul marmo, a dar conto dell'essenza finale di un atto, dell'esistenza. “Soltanto credere e affidarmi” alla poesia, annota la Càsoli, e indubbiamente in lei esiste l'eco di un vangelo laico, di una fede che si innerva nella natura.»(Alberto Bevilacqua)

### Vento (2009)
()
Pubblicato dalla casa editrice Manni Editori nella collana "Occasioni", il volume ha la particolarità compositiva di raccogliere inediti scritti in un arco di tempo di circa 30 anni senza manomettere l'originale successione cronologica, delineando così una sorta di intimo percorso storico-poetico. I sessantacinque testi presenti, hanno infatti date di composizione che vanno dal 1977 del primo ("Aspettando Dio"), per arrivare al 2009 nei giorni antecedenti la pubblicazione.

### Sequenze (2019)
()
"Il libro di Paola Casoli è come una casa inondata di luce, non una luce abbagliante, invadente e irritante per la vista, ma limpida (...)". Comincia così l'introduzione in bandella del secondo volume edito da Tipografie Riunite Donati, ottavo complessivamente per l'autrice, presentato a fine 2019 presso la sala delle Educande di Palazzo delle Orsoline, nella città ducale. Il libro è caratterizzato da una particolare veste grafica con macro caratteri che percorrono la copertina e ne seguono il degradare della cromia da verde a blu. Nei versi all'interno, segnati da una punteggiatura a tratti insolitamente libera e sequenziale, i colori e le suggestioni sono quelli della natura, dalla montagna al mare, fino al cielo, in una dimensione femminile e divina a cui la Càsoli indica con forza, anche attraverso il tema ambientale.